# Vasile Budrigă
Vasile M. Budrigă (n. 4 martie 1942, Dobrești, Județul Argeș – d. 7 aprilie 1999, București) a fost un istoric, lector universitar, patriot și militant politic socialist român. A publicat cărți și studii, care cuprind întregul sistem electoral român de la Regulamentele Organice până în decembrie 1989.  

## Biografie

Vasile Budrigă s-a născut în comuna Dobrești, satul Dobrești din Județul Argeș la 4 martie 1942. A urmat cursurile primare și gimnaziale ale școlii din Dobrești în perioada 1949-1956. A urmat studiile liceale la Pitești în cadrul Școlii Medii nr. 3 “Alexandru Odobescu” între anii 1956-1960, iar mai apoi Facultatea de Istorie din cadrul Universității din București între anii 1960-1965 unde a fost și încadrat mai întâi ca preparator apoi ca asistent și lector. În anul 1979 a obținut titlul de doctor în istorie cu teza Procesul făuririi Frontului Popular Antifascist în România și oglindirea lui în presa centrală românească a vremii,cu orientare burghezo-democratică, din anii 1935-1937, avându-l ca și conducător științific pe prof. univ. dr. Ladislau Banyai. A fost un fervent cercetător al istoriei românilor, în special al perioadei contemporane publicând numeroase studii și articole în reviste istorice. A participat la scrierea istoriei României intr-o carte intitulată Istoria României între anii 1918-1981. A fost primul istoric care a publicat despre întregul sistem electoral românesc de la Regulamentele Organice până la sistemul electiv românesc din 1989 în articole, studii și două cărți intitulate Sistemul electoral din România în anii 1918-1940 și Sistemul electiv românesc 23 august 1944 – decembrie 1989.  
A activat în mai multe partide de stânga cum sunt Partidul Socialist al Muncii și Partidul Socialist Român. 